# Venere di poesia
Venere di poesia (La Venus de la poesía) è un dipinto a olio su tela del pittore spagnolo Julio Romero de Torres, realizzato nel 1913. Attualmente è conservato al museo di belle arti di Bilbao.

## Storia
La tela venne realizzata a Madrid nel 1913. Il dipinto rimase per molti anni in una collezione privata fino al 2003, quando venne donato alla fondazione BBVA, che lo espose al museo di Bilbao.

## Descrizione
Questo quadro è un'allegoria che ritrae la cupletista e cantante spagnola Raquel Meller e il suo futuro marito, lo scrittore guatemalteco Enrique Gómez Carrillo, immersi in un paesaggio agreste. La donna nuda è sdraiata su un letto dalle lenzuola bianche e porta una mantiglia di pizzo nero sul capo. Raquel, assimilata alla dea Venere nel titolo dell'opera, guarda negli occhi lo spettatore e sorride provocatoriamente. Vicino ai piedi della donna si trova una rosa che simboleggia la bellezza e la passione amorosa. Carrillo tiene in mano un foglio sul quale è visibile la firma dell'artista. Sullo sfondo, al centro della composizione, si trovano una fontana e la Porta del Ponte di Cordova, una porta di epoca rinascimentale, in mezzo a due file di alberi. Ancora più in lontananza si intravedono un fiume (il Guadalquivir) e la città di Cordova.
Secondo alcuni esperti, la fonte d'ispirazione principale per quest'opera è il quadro Venere e la musica di Tiziano Vecellio.